# زبيغنيو غوت
زبيغنيو غوت (بالبولندية: Zbigniew Gut)‏ هو لاعب كرة قدم بولندي في مركز الدفاع، ولد في 17 أبريل 1949 في Gmina Wymiarki ‏ في بولندا، وتوفي في 27 مارس 2010 في سان-جان-دي-موريين في فرنسا. شارك مع منتخب بولندا لكرة القدم. أما مع النوادي، فقد لعب مع أوبرا أوبول ولخ بوزنان ونادي النجم الأحمر ونادي باريس ونادي فرنسا.

## وصلات خارجية
- زبيغنيو غوت على موقع الاتحاد الدولي (مؤرشف)  (الإنجليزية)
- زبيغنيو غوت على موقع قاعدة بيانات كرة القدم.إي يو (الإنجليزية)
- زبيغنيو غوت على موقع ناشيونال فوتبول تيمز (الإنجليزية)
- زبيغنيو غوت على موقع عالم كرة القدم.نت (الإنجليزية)
- زبيغنيو غوت على موقع أوليمبيديا (الإنجليزية)
- زبيغنيو غوت على موقع اللجنة الأولمبية البولندية (مؤرشف) (البولندية)